# Paysage avec sainte María de Cervelló
Paysage avec sainte María de Cervelló est un tableau peint à l'huile sur toile réalisé par le peintre français du baroque Claude Lorrain en 1637 pour le palais du Buen Retiro par commission du roi d'Espagne Philippe IV. Il est conservé actuellement au musée du Prado à Madrid.

## Historique de l'œuvre

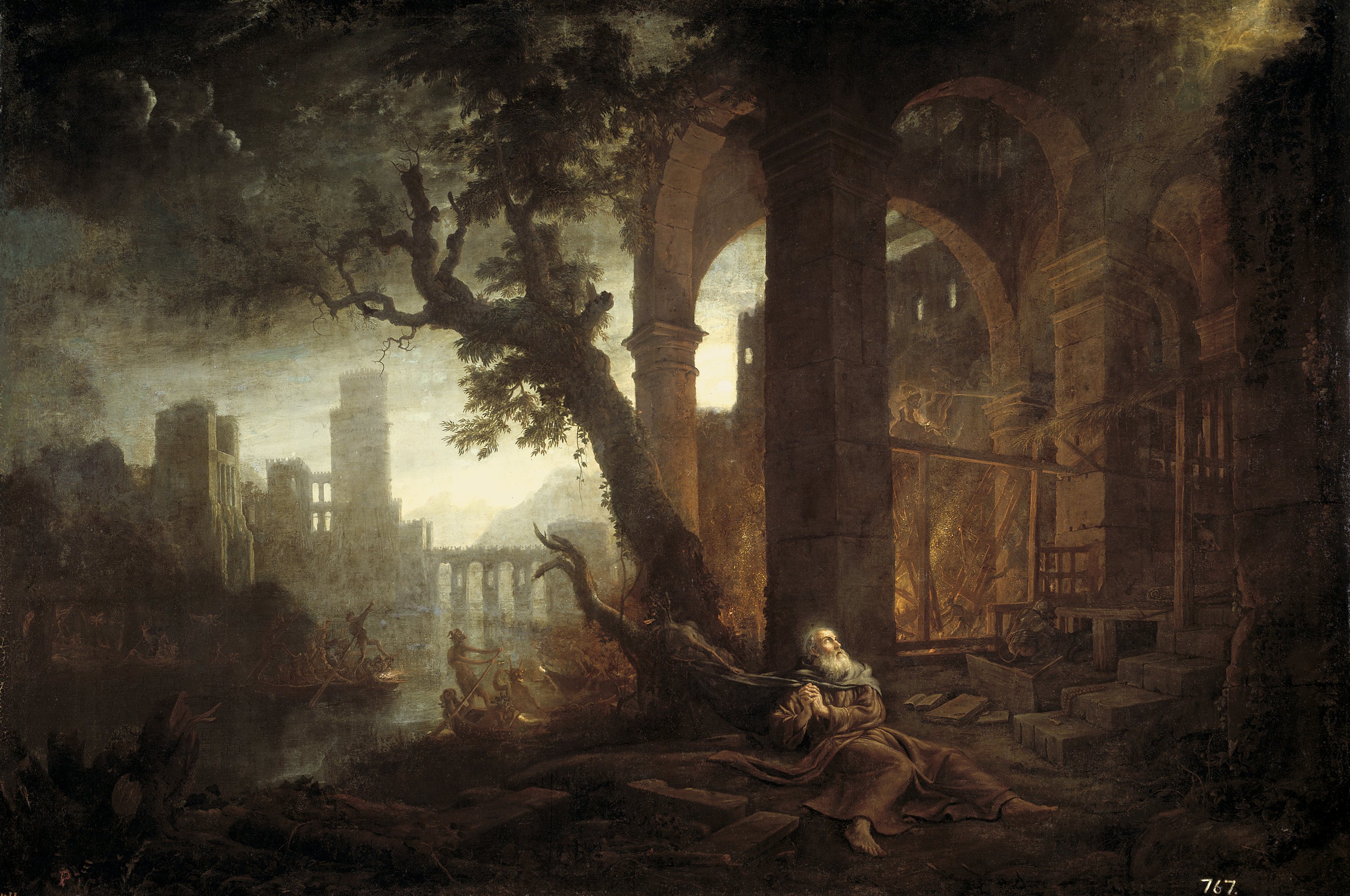
Paysage avec la tentation de saint Antoine, son pendant.

Claude Lorrain est un peintre français établi en Italie. Appartenant à la période de l’art baroque, il s’inscrit dans le courant du classicisme français, dans lequel il excelle dans la peinture de paysage. Dans son œuvre, il reflète un nouveau concept dans l’élaboration du paysage en se basant sur des références classiques, le « paysage idéal », qui met en évidence une conception idéale de la nature et du monde intérieur de l’artiste. Cette façon de traiter le paysage lui donne un caractère plus élaboré et intellectuel et devient l’objet principal de la création de l’artiste, de la mise en forme de sa conception du monde, de son interprétation de sa poésie, qui évoque un espace idéal et parfait.
En 1635, Claude Lorrain reçoit une commande de Philippe IV pour le palais du Buen Retiro à Madrid, pour décorer la Galerie des Paysages, avec des artistes contemporains dont Nicolas Poussin, Herman van Swanevelt, Jan Both, Gaspard Dughet et Jean Lemaire. Claude réalise huit tableaux monumentaux, en deux groupes : quatre de format longitudinal (1635-38 : Paysage avec la tentation de saint Antoine, Paysage avec saint Onuphre, Paysage avec sainte Marie de Cervelló et un quatrième inconnu) et quatre de format vertical (1639-41 : Paysage avec Tobias et l’Archange Raphaël, Le Port d'Ostie avec l'embarquement de sainte Paule, Paysage avec Moïse sauvé des eaux du Nil et Paysage avec l’enterrement de sainte Séraphie). La première série est consacrée aux anachorètes, en raison de la présence de nombreux ermitages dans la région du Buen Retiro, et la seconde à l’Ancien Testament et aux Histoires des Saints, iconographie choisie par le Gaspar de Guzmán, comte-duc d’Olivares .
L’intermédiaire entre le roi et l’artiste est probablement Giovanni-Battista Crescenzi, un aristocrate romain établi à Madrid en 1617 et nommé en 1630 « surintendant des bâtiments et des jardins ». Il est l’un des responsables de la construction du palais du Buen Retiro (1631-1637), et est nommé marquis de la Torre. Crescenzi a connu Claude quand il peignait des fresques pour le palais de sa famille à Rome vers 1627, en collaboration avec Pomarancio.
Ce tableau est le pendant de Paysage avec la tentation de saint Antoine. De la collection royale, il passe au musée du Prado de Madrid vers 1828, où il est actuellement conservé (no  de catalogue P02259).
Claude a réalisé quelques dessins préparatoires pour ce tableau, qui sont conservés au British Museum de Londres et à la Bibliothèque Albertina de Vienne (Autriche).

## Description
Les œuvres pour le palais du Buen Retiro marquent le début d’une étape de maturité dans la production de Claude. En quelques années, il devient l’un des plus célèbres peintre de paysage d’Europe, honoré par des souverains comme Urbain VIII et Philippe IV : les œuvres peintes pour le monarque espagnol sont les plus monumentales réalisées par l’artiste jusqu’à cette date et leur conception solennelle et majestueuse marque le point culminant de sa production.
Il s’agit d’une scène religieuse représentant sainte María de Cervelló, cofondatrice de la branche féminine de l’ordre de Notre-Dame-de-la-Merci, dans une attitude de prière au milieu d’une forêt. L’identification de la figure de la sainte a été longtemps douteuse : dans le catalogue raisonné publié par Marcel Roethlisberger et Doretta Cecchi en 1982, il figure comme Paysage avec la Madeleine pénitente ; des études plus récentes ont identifié l’habit de la religieuse comme appartenant à l’ordre de Notre-Dame de la Merci, de sorte qu’elle a été identifiée comme María de Cervelló, fondatrice de l’ordre, même si on a aussi spéculé qu’elle pourrait être la bienheureuse Mariana de Jésus.
La sainte est représentée en prière dans une forêt comme une ermite, bien que María de Cervelló ait toujours vécu à Barcelone, consacrée au soin des pauvres et des malades dans les prisons et les hôpitaux. Elle apparaît  en bas du tableau, éclairée par un rayon de lumière qui entre par une clairière. Sur les côtés droit et gauche, une végétation luxuriante couvre les côtés de la toile, tandis que la partie centrale s’ouvre sur un paysage montagneux au loin et un ciel sillonné par quelques nuages, dont la lumière évoque le lever du soleil. Au fond, des cerfs courent dans la forêt, derrière lesquels on aperçoit une rivière traversée par un pont et quelques édifices.

Œuvres de Claude Gellée pour le palais du Buen Retiro
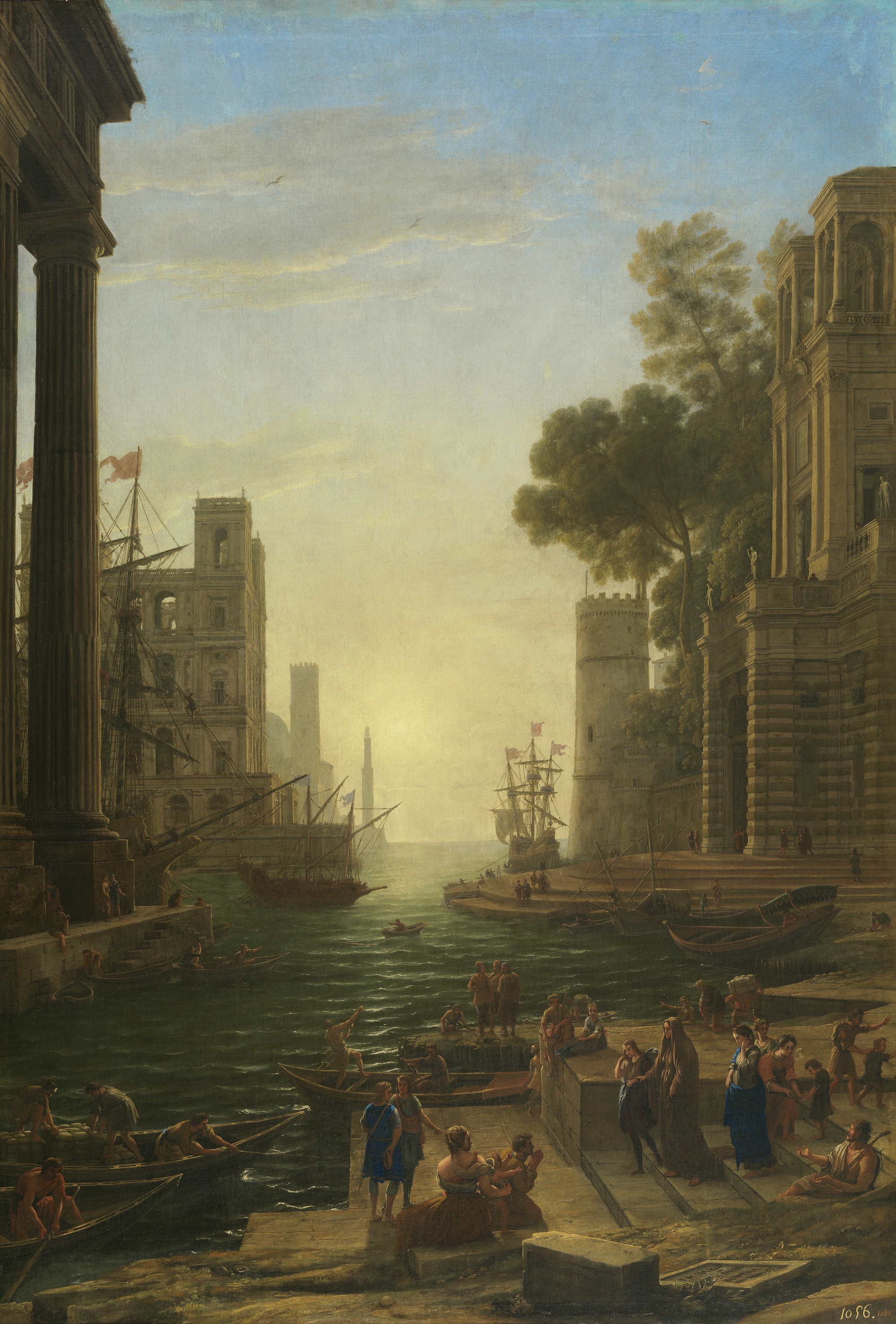
Le Port d'Ostie avec l'embarquement de sainte Paule.
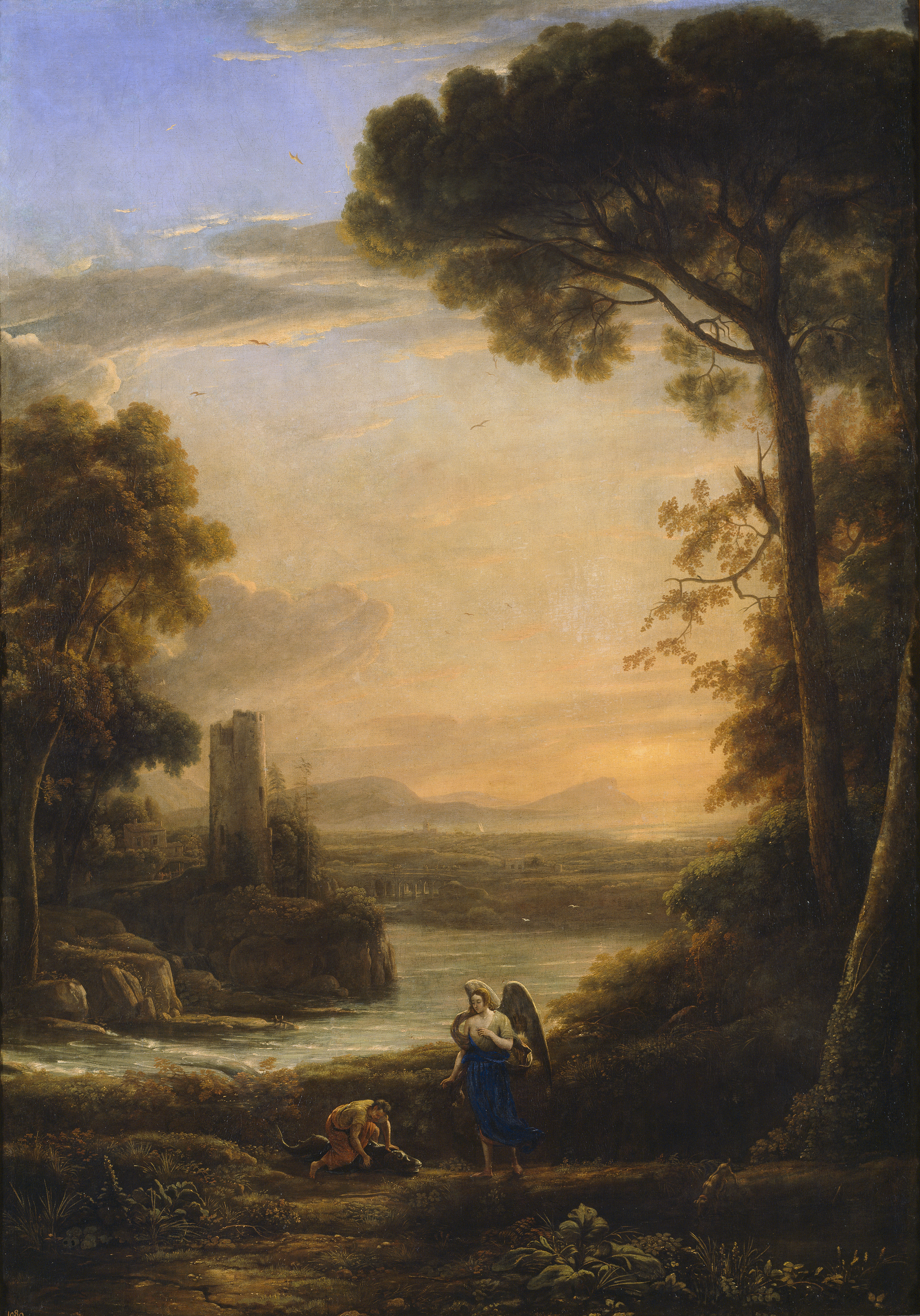
Paysage avec Tobias et l’Archange Raphaël.
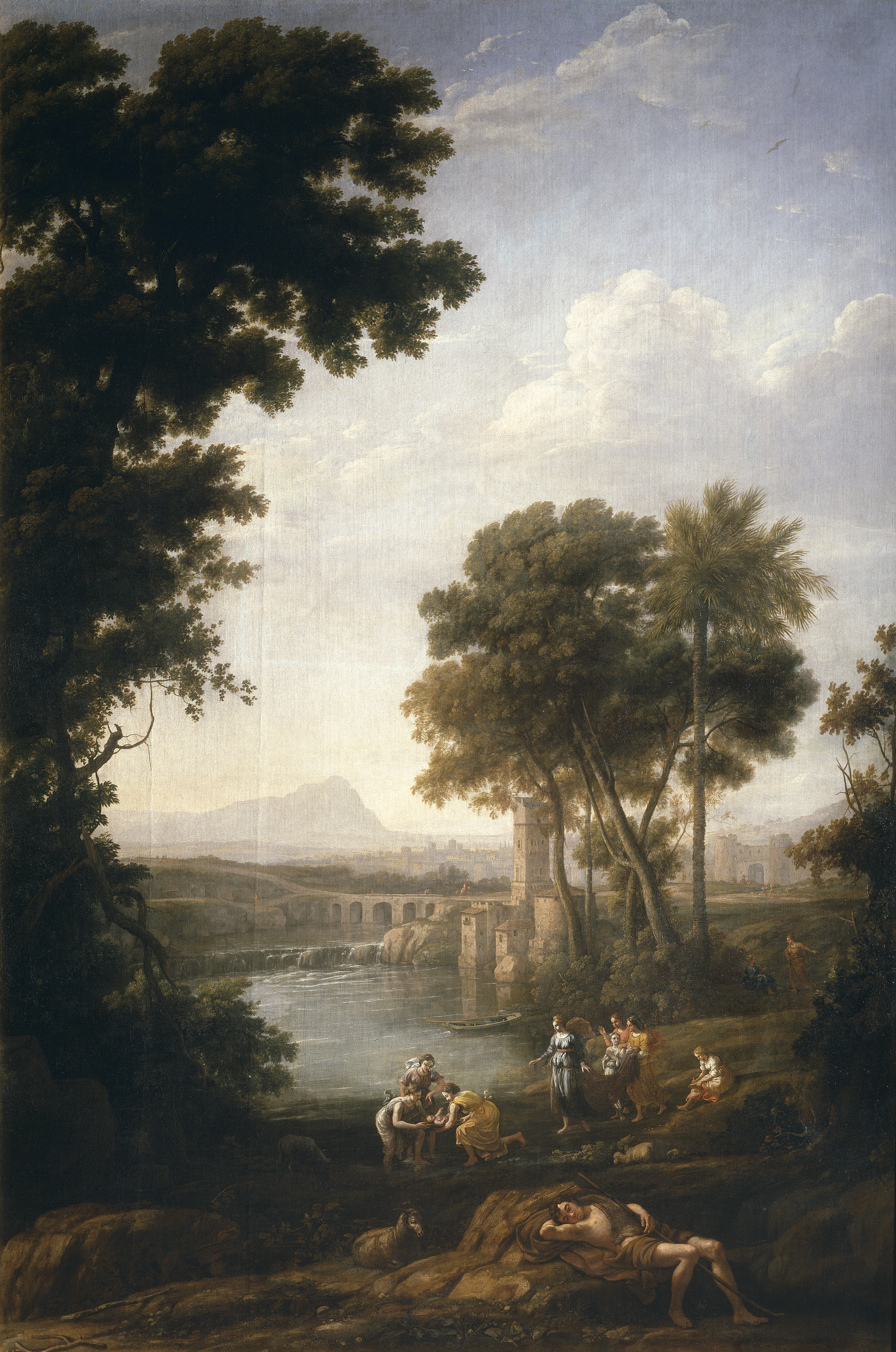
Paysage avec Moïse sauvé des eaux du Nil.
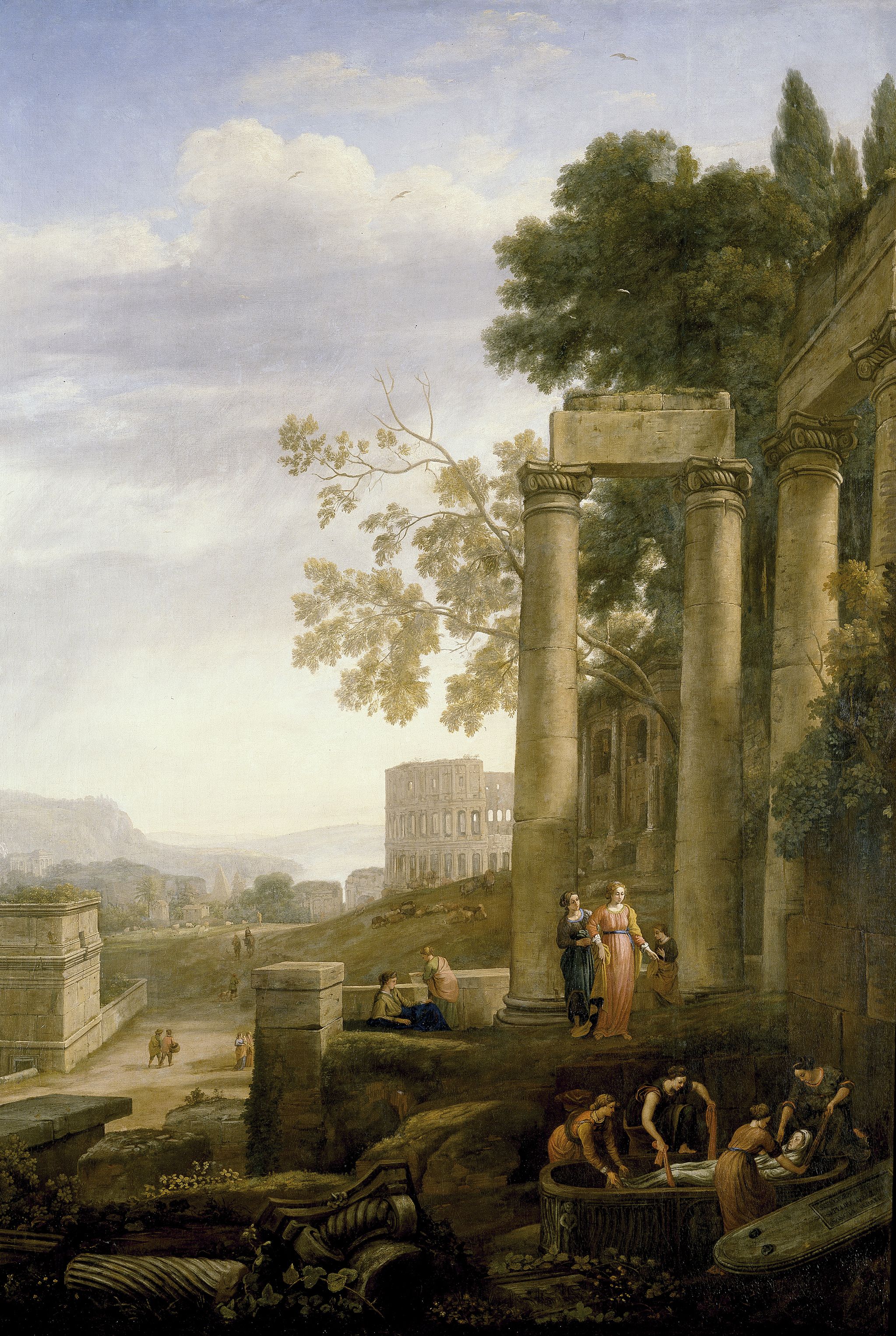
Paysage avec l’enterrement de sainte Séraphie.